# Нун
Нун, у староегипатској религији, је персонификација исконског воденог понора који је постојао у време стварања и из које је настао бог сунца Ра.
Нун је једно од осам божанстава Огдоада који представљају прастари египатски примордијални Хаос из којег је настала исконска хумка. Нун се може посматрати као први од свих богова, творац стварности и персонификација космоса. Нун се такође сматра богом који ће уништити постојање и вратити све одакле је дошло. Његова супруга (или његов женски аспект) била је богиња Нунут (Наунет).

## Име
Име Нун је упоредо са нен, што значи „неактивност“ у игри речи: „Подигао сам их из водене масе [нун], из неактивности [нен]“. Име се такође пореди са коптском именицом „бездан; дубок“.

## Мит о настанку
Стари Египћани су замишљали Нуна као мехур у коме је инкапсулирана сфера живота, представљајући најдубљу мистерију њихове космогоније. У древним египатским извештајима о стварању, првобитна гомила земље потиче из вода Нуна. Нун је извор свега што се појављује у свету, који обухвата све аспекте божанског и земаљског постојања. У космогонији, Нун се доживљава као трансцендентан на месту стварања поред Атума, бога створитеља.

### Мит о стварању
У почетку се универзум састојао само од великог хаотичног космичког океана, а сам океан се називао Нун. У неким верзијама овог мита, на почетку времена Мехет-Верет, приказана као крава са сунчевим диском између рогова, рађа сунце, за које се каже да је изашло из воде стварања. По неким митовима, она је родила бога сунца Ра. У Хелиополису, стварање је приписано Атуму, божанству блиско повезаном са Ра, за које се каже да је постојао у водама Нуна, као инертно потенцијално биће.

## Историја
Почевши од Средњег краљевства, Нун је описан као „отац богова“ и приказан је на зидовима храма током остатка древне египатске верске историје.
Као и друга божанства Огдоада, Нун није имао храмове или било какав центар обожавања. Чак и тако, Нун је понекад представљан светим језером, или, као у Абидосу, подземним потоком.

## Иконографија
Нун је био приказан као антропоморфна велика фигура и персонификација исконских вода, са таласима који су испуњавали тело, држећи урезану палмину грану. Нун је такође приказан у антропоморфном облику, али са главом жабе, а типично је приказан у древној египатској уметности како држи соларну барку или сунчев диск. Може се појавити како поздравља излазеће сунце под маском бабуна. Нун је иначе симболизован присуством светог језера, као у светиштима Карнака и Дендере.
Нун је обично приказан као мушкарац, али је имао и аспекте који су могли бити представљени као женски или мушки. Наунет (такође се пише Нунет) је женски аспект, што представља име Нун са завршетком женског рода. Мушки аспект, Нун, написан је са завршетком мушког рода. Као и код првобитних концепата Огдоада, Нунов мушки аспект је био приказан као жаба, или човек са главом жабе. У староегипатској уметности, Нун се такође појављује као брадати човек, са плаво-зеленом кожом, која представља воду. Наунет је представљена као змија или жена са змијском главом.
Током касног периода, када је Египат био окупиран од стране страних сила, негативни аспект Нуна (тј. хаос), постао је доминантна перцепција, одражавајући силе нереда које су се ослободиле у земљи.